# D. W. Wilson
D. W. Wilson, eigentlich David William Wilson (* 1985 in Cranbrook, British Columbia), ist ein kanadischer Schriftsteller.

## Leben
Wilson wuchs in verschiedenen Kleinstädten der Kootenays in British Colombia auf. Erste Erzählungen erschienen in literarischen Zeitschriften in England, USA und Kanada. Heute lebt er in Cambridge, England.
Wilson studierte Kreatives Schreiben an der University of East Anglia. Sein erster Roman, Ballistics, erschien zuerst 2013 (deutsch: Als alles begann, dtv, München 2014).

## Preise und Auszeichnungen
- 2011: BBC National Short Story Award für The Dead Roads aus Once You Break a Knuckle[1]
- 2012: Shortlist des Dylan Thomas Prize für Once You Break a Knuckle[2]
- Erstes Literatur-Stipendium Man Booker Prize-Fellowship der University of East Anglia.[3]

## Werke
- Once You Break a Knuckle, Hamish Hamilton (Kanada) 2011[4]
  - Deutsche Erstausgabe: Den Boden nicht berühren. Aus dem Englischen von Eike Schönfeld. dtv, München 2016, ISBN 978-3-423-26110-4
- Ballistics, Hamish Hamilton (Kanada) 2013
  - Deutsche Erstausgabe: Als alles begann. Aus dem Englischen von Eike Schönfeld. dtv, München 2014, ISBN 978-3-423-26056-5